# Oord (maat)
Een oord is een oude inhoudsmaat, te weten 0,345 liter. Vier oord vormde samen een kroes of pullemaat van 1,4 liter.
De oord is als maat in gebruik geweest in delen van Noord- en Oost-Nederland.
Auteur 2, Tony Jochem, kan zich herinneren dat hij vroeger, lees net na de Tweede Wereldoorlog, door zijn ouders naar de gelagkamer in de buurt ( Oldenzaal) werd gestuurd met een lege fles om daar een halve oord jenever te halen, ter gelegenheid van het bezoek van familie. Het was toen kennelijk nog in gebruik als handelsmaat. De caféhoudster had daar tinnen maatbekers voor in gebruik.